# Discaria andina
Discaria andina är en brakvedsväxtart som först beskrevs av John Miers, och fick sitt nu gällande namn av Carlos Luis Spegazzini. Discaria andina ingår i släktet Discaria och familjen brakvedsväxter. Inga underarter finns listade i Catalogue of Life.